# Anna Selezneva
Anna Selezneva, née le 29 juillet 1990 à Moscou en Russie, est un mannequin russe.

## Biographie

### Enfance
Anna Selezneva a grandi en Russie, où elle vit une enfance simple et heureuse, dans un foyer chaleureux. Enfant, elle pratiquait la danse classique avec assiduité.
Elle rêve de devenir mannequin depuis qu'elle a six ans.
Elle est d'origine russe et arménienne.

### Carrière
Après avoir fait une année d'étude en psychologie dans sa Russie natale, Anna Selezneva débarque à Paris afin de devenir mannequin, après avoir été découverte par un agent à McDonalds à l'âge de dix-sept ans. Elle débute alors avec l'agence Silent Models en 2007.
En 2008, elle défile pour la saison printemps/été 2008 pour Dries Van Noten, Céline et Akris. Toujours la même année, elle ouvre les shows d'Antonio Berardi et Balmain, ferme celui d'Yves Saint Laurent et défile pour Hermès, Louis Vuitton et Lanvin. Son ascension est telle, qu'elle se voit offrir la couverture des éditions russe, française et italienne du magazine Vogue, de V et de Look.
En 2009, Anna Selezneva est en couverture de Vogue Japon, Vogue Chine et Vogue Italia. Elle pose également pour les marques Vera Wang, Calvin Klein, Joop jeans, Phi, System, Moussy et devient l'égérie du parfum Elle Shocking de la maison Yves Saint Laurent.
En 2010, elle fait la couverture des magazines Numéro, Tatler Russia et Vogue España. Elle défile pour Balmain. Elle décroche des campagnes publicitaires pour Emporio Armani, John Galliano, Gucci, Versace, Bruns Bazaar, Marc O'Polo et Ralph Lauren. La même année, elle devient le visage du parfum Aqua Allegoria de la maison Guerlain.
En 2011, elle fait la une du Numéro Tokyo et du Vogue Russie et participe aux campagnes publicitaires de Ralph Lauren, Tom Ford, Emporio Armani et Santa Lolla. Anna défile aussi pour Chanel, Dior, Armani privé, Alexander Wang, Prabal Gurung, Ralph Lauren, Donna Karan, Balmain, Isabel Marant, Michael Kors, Diane Von Furstenberg, Paul & Joe, Gareth Pugh et Kanye West. Puis elle pose de nouveau pour Guerlain mais cette fois-ci pour le parfum Jasminora.
En 2012, Anna Selezneva foule les podiums des défilés haute couture de Chanel, Christian Dior Couture et Valentino. Elle participe également aux défilés Anthony Vaccarello, Balmain, Isabel Marrant, Kanye West, Paul & Joe et John Galliano. Puis elle devient l'ambassadrice de la nouvelle collection de la marque Mango et pose pour les campagnes publicitaires de Juicy Couture, Tory Burch, Hunkydory et Plein Sud. Elle est en couverture de SEPP et Antidote[réf. nécessaire].
En 2013, elle fait la publicité de Fay, Blumarine, Hunkydory, Pierre Balmain, Ralph Lauren, Trussardi, Cesare Paciotti, Pinko (it), Isabel Marant et Mango. Elle participe aux défilés de Versace, Ralph Lauren, Antony Vaccarello, Balmain, Barbara Bui, Isabel Marant et Etam. Elle pose en couverture de Zeit, Antidote et Numero Tokio, et dans les pages de Numero, Vogue Paris, Vogue España, Vogue Russia et Vogue Germany[réf. nécessaire].
En 2014, elle devient le visage des parfums Midnight Romance de Ralph Lauren et Extatic de Balmain. Elle défile pour Versace, Ralph Lauren, Anthony Vaccarello, Balmain, Barbara Bui et Isabel Marant. Elle fait la couverture de Vogue Russia, Vogue Latino, Interview Germany et Twin, et pose pour des éditoriaux de Vogue España et Vogue Russia[réf. nécessaire].

### Citations à son sujet
Pour Natalie Rykel, « Elle a ce visage anguleux mais canaille sur lequel on a envie de travailler ».
Tandis que pour Inès de la Fressange, « On dirait une espionne russe, avec un air à la Marlène Dietrich. Cette fille, ce n'est pas un mannequin, c'est un roman ».
Enfin le maquilleur international Lloyd Simmonds affirme, « Je n'ai jamais vu des yeux de chat aussi hallucinants. J'aime les maquiller de violet pour accentuer leur couleur. son visage répond à une architecture étrange, exotique. Le front, le nez et le bas du visage correspondent à des archétypes très différents, mais, miraculeusement, tout s'harmonise parfaitement ».